# Oswald Mosley
Sir Oswald Ernald Mosley, 6. baronet, (London, 16. studenoga 1896. – Orsay, Francuska, 3. prosinca 1980.) bio je britanski aristokrat i političar koji je stekao slavu tijekom 1920-ih i 1930-ih kao jedan od prvih fašističkih političara Ujedinjenog Kraljevstva.
Bio je jedan od najmlađih zastupnika u Parlament UK-a kao konzervativac, nezavisni te laburist, a zatim je 1932. godine osnovao Britansku uniju fašista (British Union of Fascists). Gašenjem unije fašista, Mosley je osnovao Union Movement (»Pokret ujedinjenja«), fašističku stranku koju je vodio do svoje smrti.